# Merxheim
Merxheim es una localidad y comuna francesa, situada en el departamento de Alto Rin, en la región de Alsacia.

## Demografía
| 943 | 950 | 986 | 1001 | 1039 | 1147 |
| Para los censos de 1962 a 1999 la población legal corresponde a la población sin duplicidades (Fuente: INSEE [Consultar]) |     |     |      |      |      |